# Kazanesd
Kazanesd (románul: Căzănești) falu Romániában, Erdélyben, Hunyad megyében.

## Fekvése
Az Erdélyi-érchegység és a Zarándi-hegység találkozásánál, Brádtól 29 kilométerre nyugat–északnyugatra fekszik. A falut Alvácával összekötő bekötőutat a 2010-es évek elején aszfaltozták.

## Népessége

### A népességszám változása
Népessége 1850 és 1910 között több mint két és félszeresére nőtt, azóta viszont lecsökkent az 1850-es szint alá.

### Etnikai és vallási megoszlás
- 1850-ben 258 ortodox vallású lakosából 223 volt román és 35 cigány.
- A századfordulón bányászok települtek be. Ennek eredményeképp 1910-ben 649 lakosából 589 volt román, 28 magyar és 29 egyéb anyanyelvű; 615 ortodox, 18 római katolikus és 14 zsidó vallású.
- 2002-ben 235 lakosából 234 volt román nemzetiségű és ortodox vallású.

## Története
Először 1760-ban említették. Zaránd, 1876-tól Hunyad vármegyéhez tartozott. Határában a 18. század második felében a kincstár rézbányákat művelt, de a réz árának csökkenése miatt a 19. század elején fölhagytak a rézbányászattal. Az 1900-as években a Felsőmagyarországi Bánya- és Kohómű Rt. fejtett piritet a falutól a Tataroja-patak völgyében két és fél kilométerre fölfelé, a Tataroja és a Ponor összefolyásánál, 335 méterrel a tengerszint felett. A piritből vegyipari célokra kenet állítottak elő. A Ponor-völgyet 23,5 kilométeres iparvasút kötötte össze Alváca vasútállomásával, amelyet 1928-ban már faszállításra használtak. A szocializmus idején itt működött Románia egyetlen kalcitbányája, amelyben 2010 körül a művelés szünetelt.

## Látnivalók
- Ortodox fatemploma 1725-ben épült. Falfestményeit a polyáni Ioan készítette 1828-ban.[4] A romániai műemlékek jegyzékében a HD-II-m-A-03287 sorszámon szerepel.
- Két 1810-ben épült ház, az Elena Dudaşé (HD-II-m-A-03287) és Ioan Şerbé (HD-II-m-A-03290), valamint a 30-46 számú házak (HD-II-a-B-03288), amelyek a 19. század végén - 20. század elején épültek, műemléki védettséget élveznek.

## Képek

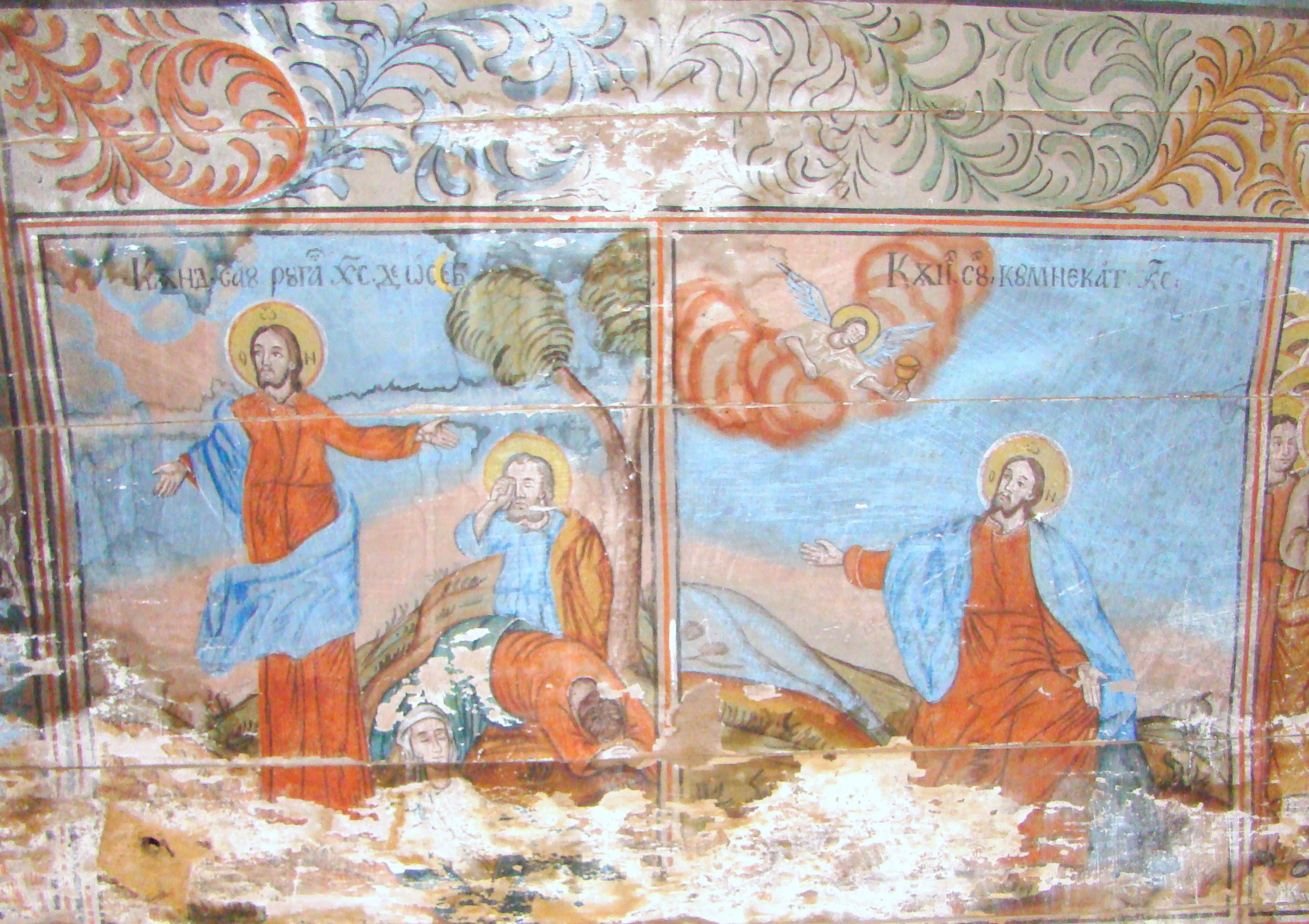
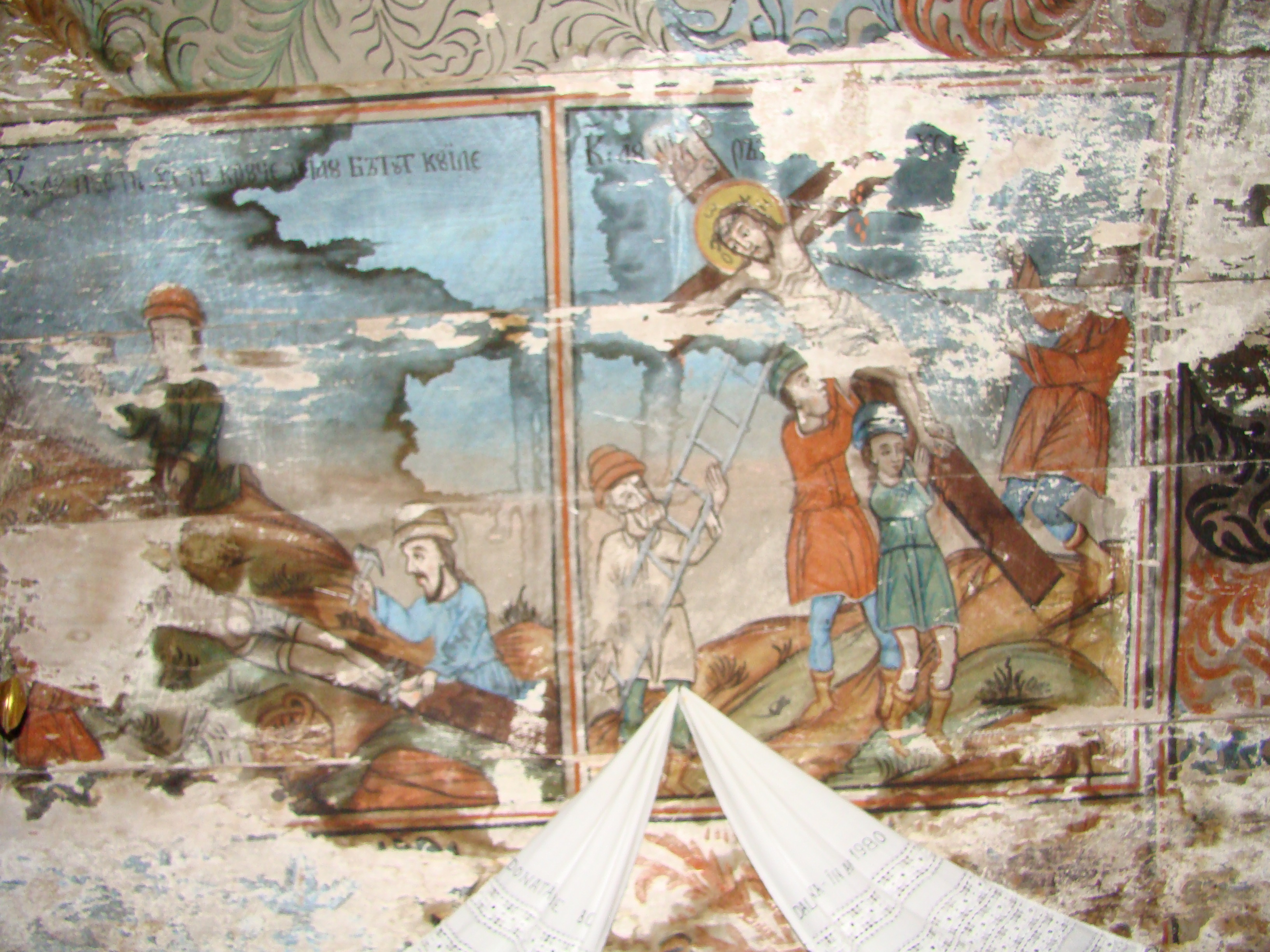
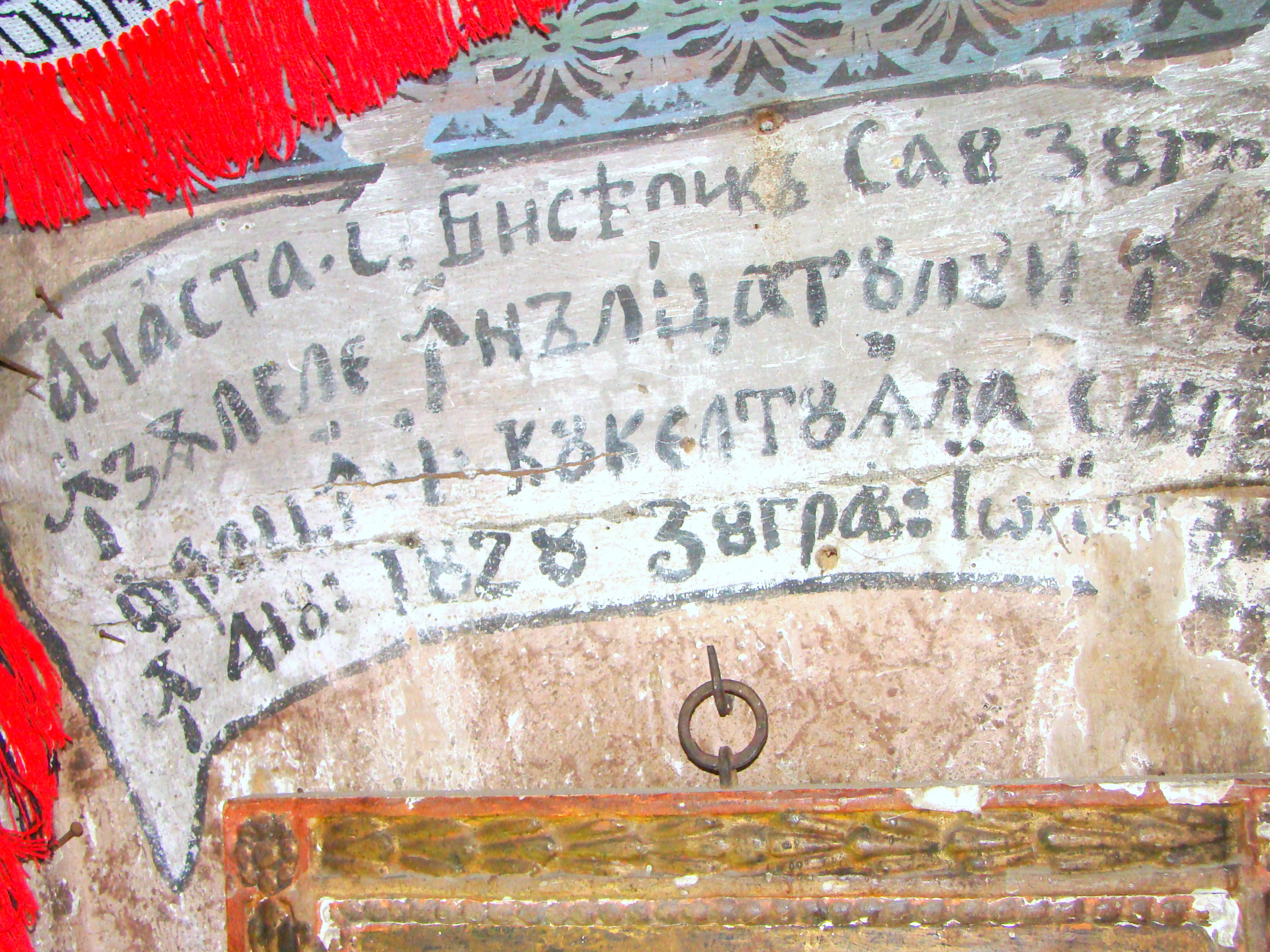
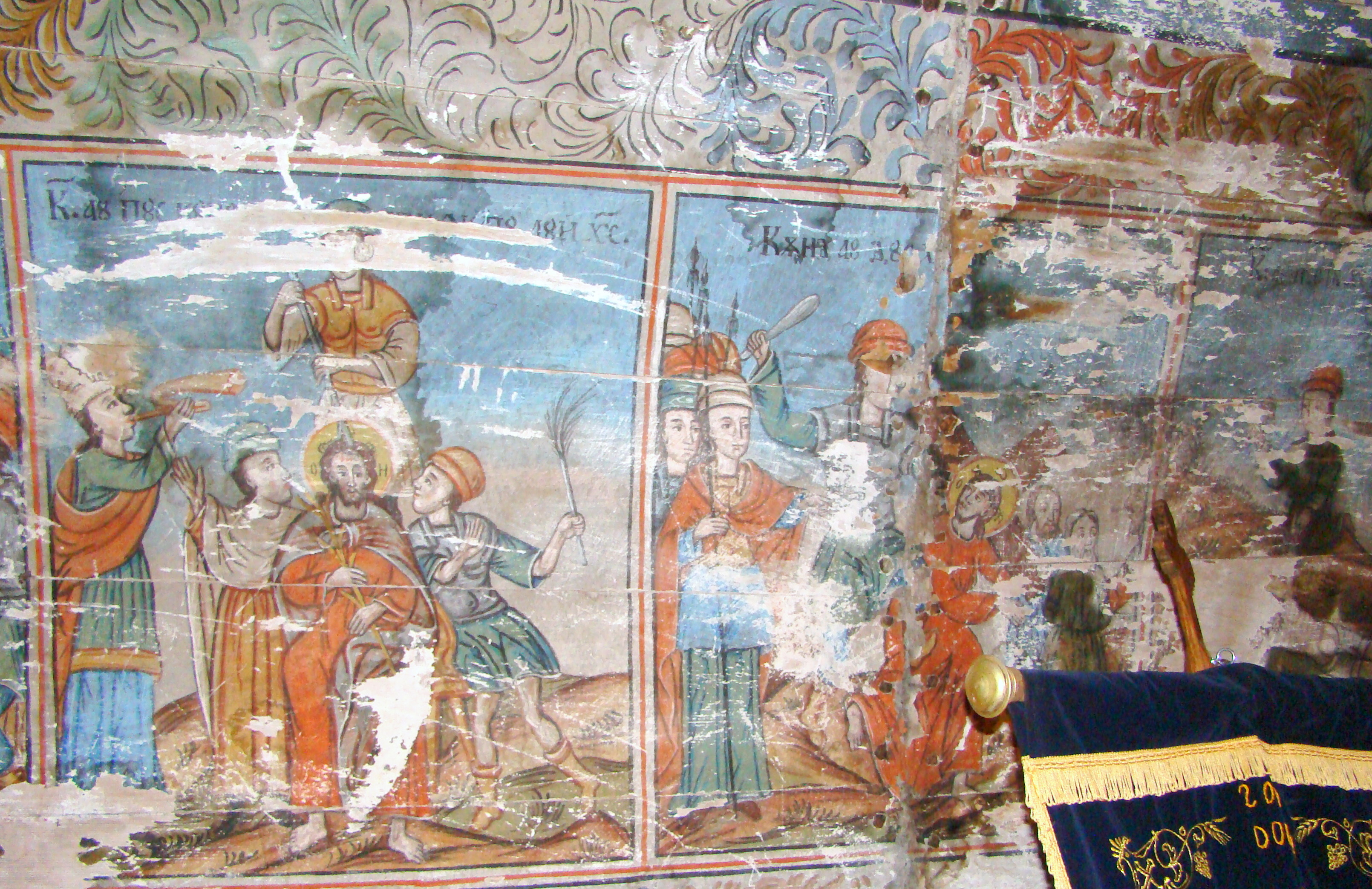
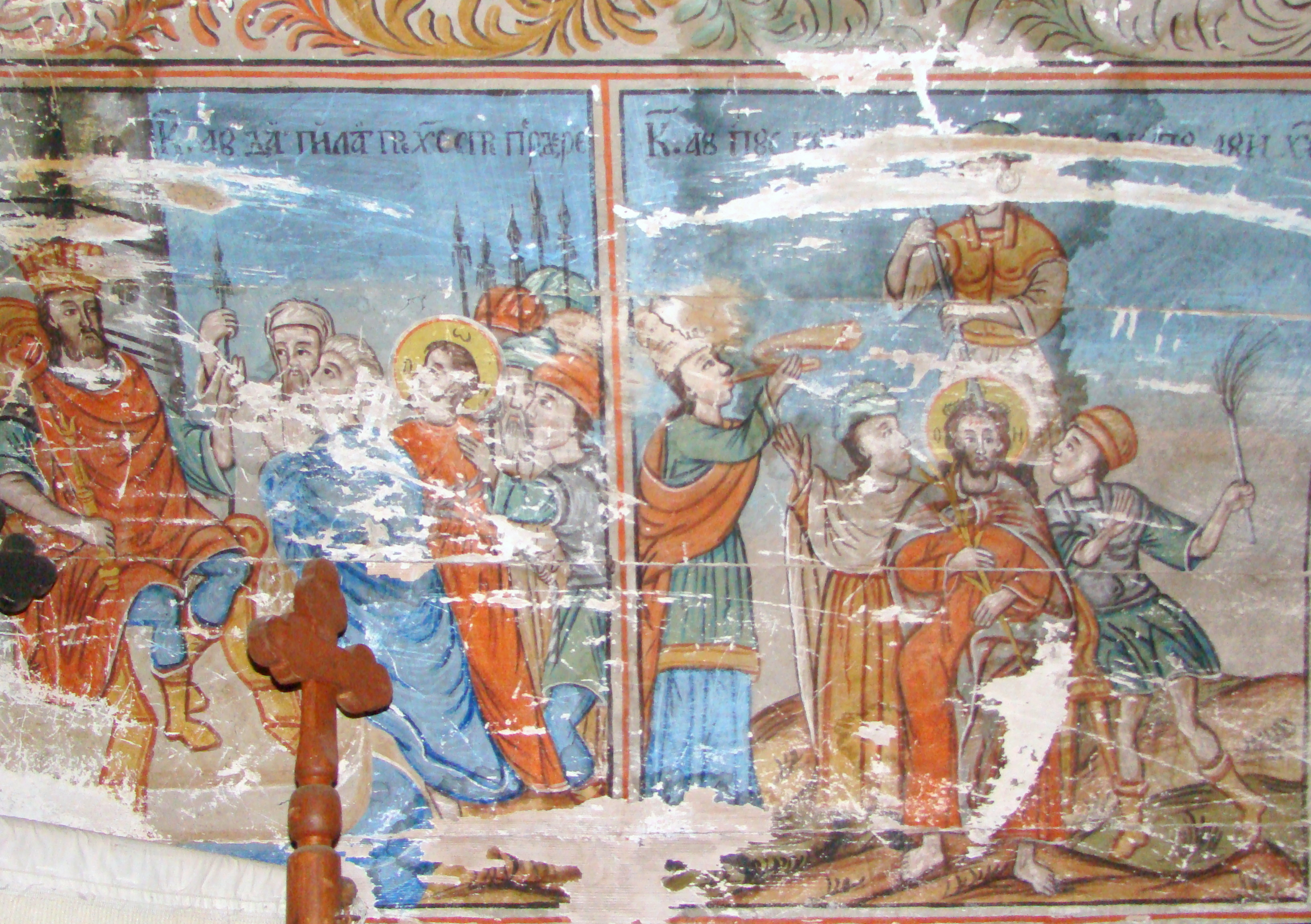
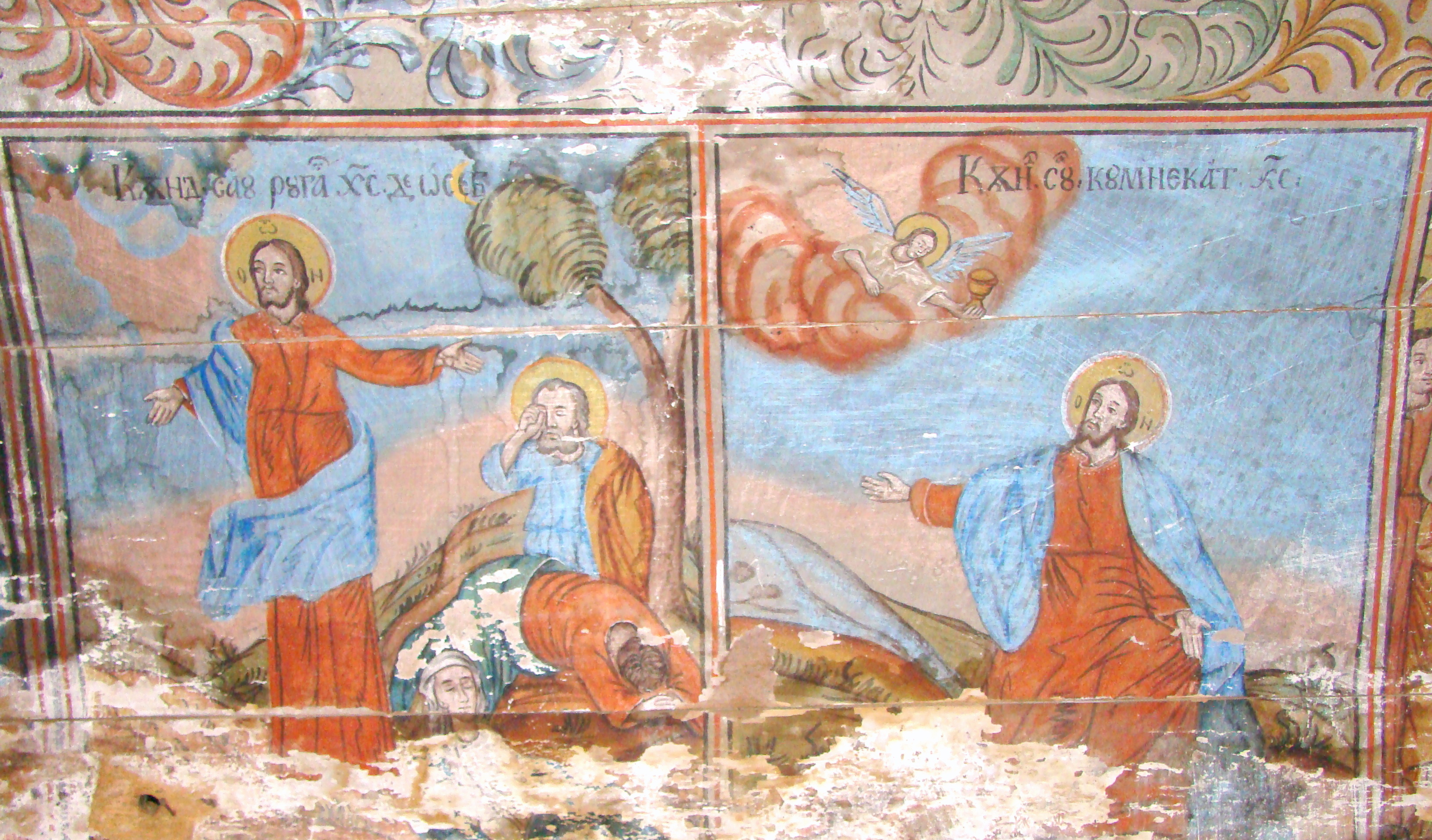